# Cantharellus floridulus
Cantharellus floridulus é uma espécie de fungo pertencente à família Cantharellaceae.